# フェランチ効果
フェランチ効果（フェランチこうか、英語: Ferranti effect）は、その発見者のセバスチャン・フェランティにちなんで名づけられた、大きな容量を持つ高圧送電線や送電ケーブルの受電側で急に負荷を切り離したり、使われていなかった線に負荷を繋いだりしたときに発生する現象である。フェランティは、1890年にデプトフォード発電所を建設するに際して負荷を切り離したり繋いだりする機能試験を行っていて、送電線の電圧が上昇するのを発見した。

## 現象
380 kV 送電線

50 Hz送電
L（インダクタンス） = 1,01 mH/km
C（キャパシタンス） = 11,48 nF/km
| 送電線長さ | 電圧上昇率 |
| ---------- | ---------- |
| 100 km     | 0.6 %      |
| 200 km     | 2.3 %      |
| 300 km     | 5.4 %      |
| 400 km     | 9.9 %      |

フェランチ効果では、送電線や送電ケーブルのキャパシタンスに応じて流れる充電電流や力率改善の為の進相コンデンサの影響により電圧上昇が発生する。結果として、送電線の受電端の電圧UEは、以下の式にしたがって送電端の電圧USより大きくなる。
{\displaystyle {\frac {U_{E}}{U_{S}}}=\left(1+{\frac {1}{2}}{\frac {R+X_{L}}{X_{C}}}\right)^{-1}}
電圧上昇の程度は、送電線や送電ケーブルの長さが長いほど大きく、そのキャパシタンスXCが大きいほど大きい。一方インダクタンスXLは電圧上昇を低減する方向に働く。また、負荷の無かった送電線に負荷をつないだ際には、これに加えて電源投入時の過渡現象も発生する。同時に一相地絡故障が発生するとさらに電圧が上昇して絶縁破壊を起こすことがある。
フェランチ効果の軽減のために、分路リアクトルが用いられる。分路リアクトルは回路に必要に応じて接続され、電圧上昇を軽減するように送電線のインダクタンスを増やす働きをする。コイルのリアクタンスを選択することにより電圧上昇の程度を制御することができる。また送電端と受電端にリアクトルを接続することでフェランチ効果の軽減だけではなく、軽負荷時のキャパシタンス充電電流の補償も行うことができる。これに加えて、送電線の送電端と受電端で同時に電路を切り離す同調回路が使用される。